# Compras de Sursock

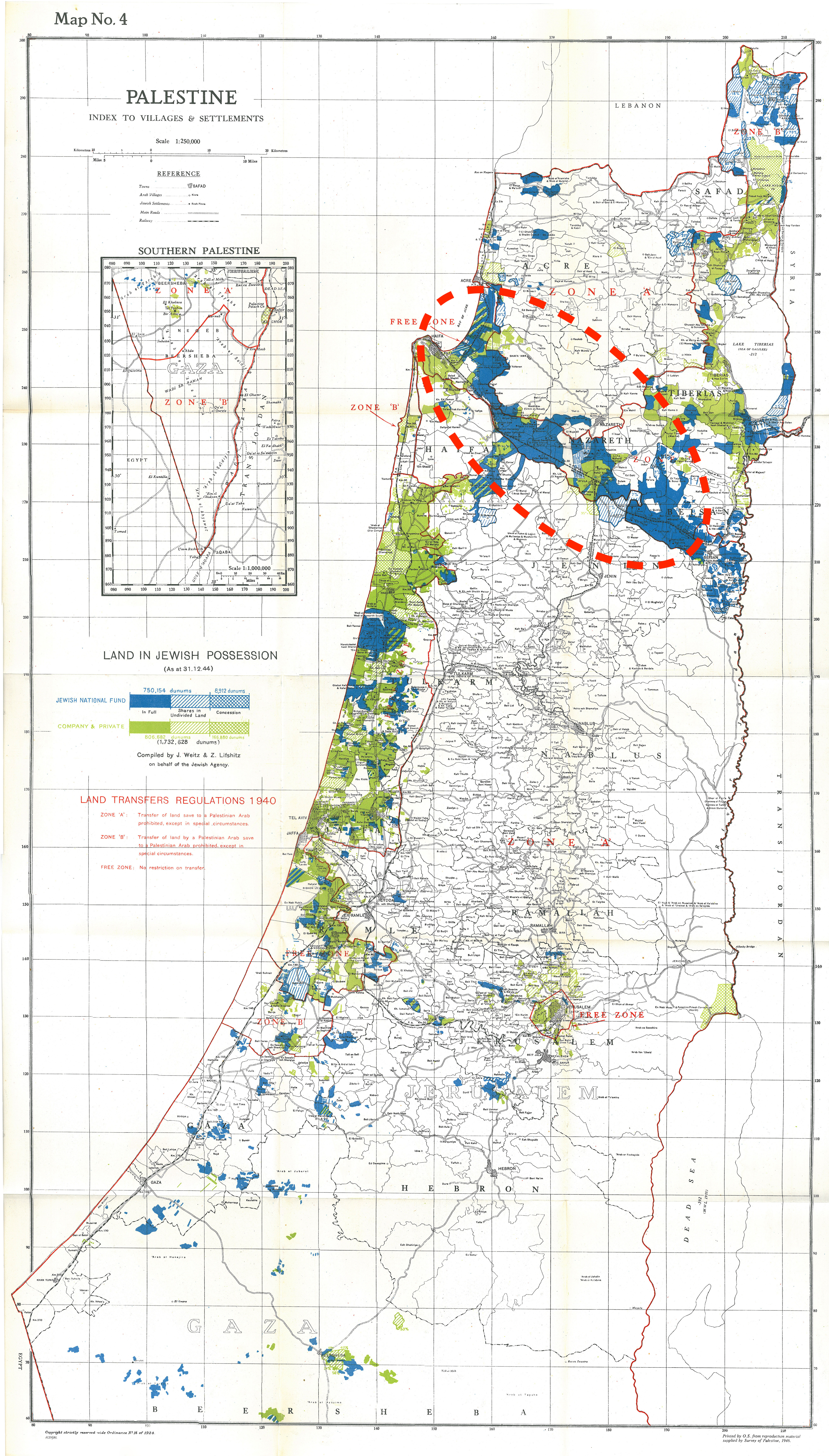
Las compras de Sursock (ver círculo de puntos rojos) ilustradas en un mapa de la compra de tierras judías en Palestina en 1944; el azul oscuro representa tierras entonces propiedad del Fondo Nacional Judío, de las cuales la mayor parte en el área rodeada por un círculo había sido adquirida bajo la compras de Sursock.

Las compras de Sursock o a los Sursock del valle de Jezreel y la bahía de Haifa, así como de otras partes de la Palestina del Mandato, fueron la mayor compra de tierras judías en Palestina durante el período de la temprana inmigración judía.
El valle de Jezreel era considerado la región más fértil de Palestina. Las compras de Sursock representaron el 58% de las compras de tierras judías a terratenientes extranjeros ausentes (como se identifica en una lista parcial en un memorando del 25 de febrero de 1946 presentado por el Comité Superior Árabe al Comité de Investigación Angloamericano ).Los compradores exigieron que se reubicara a la población existente y, como resultado, los agricultores arrendatarios árabes palestinos fueron desalojados y aproximadamente entre 20 y 25 aldeas quedaron despobladas. Parte de la población desalojada recibió una compensación, aunque los compradores no estaban obligados a pagar según la nueva ley del Mandato Británico. La cantidad total vendida por los Sursock y sus socios representó el 22% de todas las tierras compradas por judíos en Palestina hasta 1948 y, como lo identificó por primera vez Arthur Ruppin en 1907, esta venta se percibió como de vital importancia para sostener la continuidad territorial del asentamiento judío en Palestina.
Las respuestas de los palestinos al incidente de las compras de Sursock en ese momento constituyen "uno de los primeros casos de oposición organizada a la compra de tierras sionistas en Palestina".

## Trasfondo
Durante gran parte del período de dominio otomano, las tierras bajas de Palestina habían sufrido una elevada despoblación debido a las condiciones insalubres de las llanuras y la inseguridad de la vida en esa zona. Según Henry Laurens, el problema no era exclusivo de esa región, sino que reflejaba un rasgo general también común a todas las regiones litorales al norte y al sur del Mediterráneo. La malaria estaba muy extendida en la zona, especialmente en las llanuras, lo que obstaculizó los asentamientos y permitió establecerse a los beduinos. Durante los años de sequía, los beduinos del ghor (parte baja del valle del Jordán) incluso invadieron tierras cultivadas por los felahin (campesinos) locales, cubriendo toda el área con sus tiendas. Los nómadas "permanentes", beduinos de ascendencia turcomana, vivían en el valle de Jezreel durante el verano y el otoño, pasando luego los inviernos entre la región de Sharon y el valle, pasando por las colinas de Manasés.
El concepto sionista de la conquista de la mano de obra por parte de los trabajadores judíos significaba excluir, siempre que fuera posible, el empleo de la fuerza laboral árabe local. 

## Compras de Sursock al gobierno otomano
En 1872, el gobierno otomano vendió el valle de Jezreel (en árabe, Marj ibn Amir) a la familia Sursock por unas 20.000 libras esterlinas. La familia adquirió entre 230.000 y 400.000 dunams (90.000 acres o 364 km2). Estas compras se mantuvieron durante varios años.
Esta compra, junto con otras, desposeyó a los beduinos locales. Los Sursock no tardaron en repoblar aldeas abandonadas mucho tiempo atrás con aparceros arrendatarios. La mayoría de ellos estaban ubicados en las afueras del valle.
Según el testimonio de Frances E. Newton ante la Comisión Shaw, la génesis de la compra de Sursock fue así: "...estas tierras pasaron a manos de Sursock merced a un préstamo que este había hecho al gobierno turco. El gobierno turco nunca tuvo intención de expulsar a los árabes de la tierra, era más bien una especie de hipoteca, y Sursock estaba cobrando los intereses... sin embargo, Sursock no tomó posesión de las tierras al carecer de títulos de propiedad en un principio, y solicitó al gobierno que le concediera esos títulos de propiedad."

En 1878 Claude Reignier Conder explicó lo siguiente:
Aquí también comprobamos un hecho curioso que demuestra el infame estado de la administración. A un banquero griego llamado Sursuk, con quien el gobierno tenía obligaciones, se le permitió comprar la mitad norte de la Gran Llanura y algunas de las aldeas de Nazaret por la suma ridículamente pequeña de 20.000 libras esterlinas en una extensión de setenta millas cuadradas; los impuestos de las veinte aldeas ascendieron a 4.000 libras esterlinas, de modo que el ingreso medio no podía ser inferior a 12.000 libras esterlinas, considerando la media entre los años buenos y malos. El cultivo mejoró bajo su cuidado, y la propiedad debía ser inmensamente valiosa, o lo sería, si el título pudiera considerarse seguro; pero es muy probable que el Gobierno vuelva a apoderarse de la tierra cuando valga la pena hacerlo. Los campesinos atribuyeron la compra a las intrigas rusas, convencidos de que su odiado enemigo tenía los ojos vueltos con avidez hacia Palestina y hacia Jerusalén como capital religiosa, siempre ocupado en ganar terreno en el país.

## Compras judías

### Discusiones tempranas

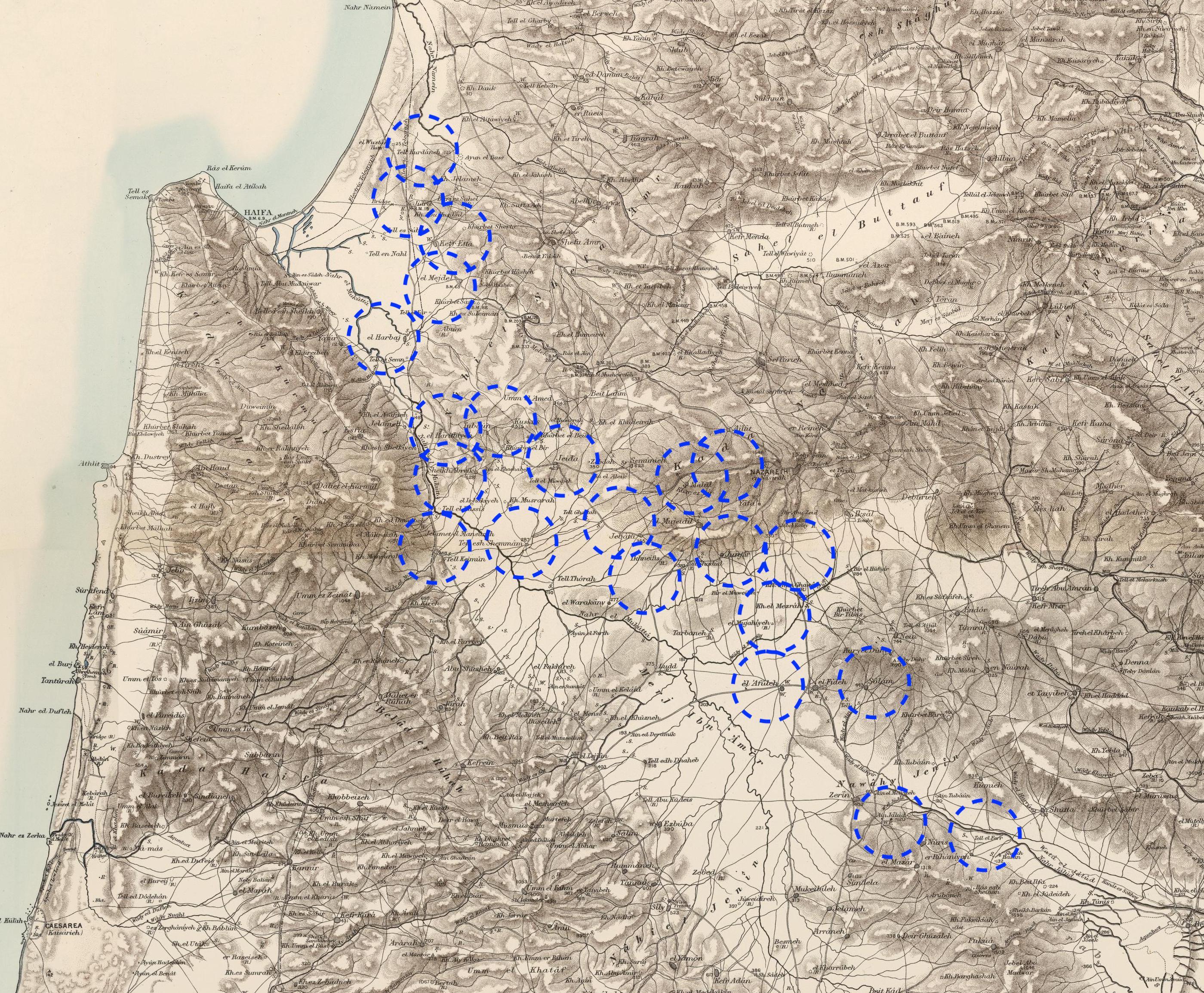
Compras de Sursock en la Encuesta para el Fondo para la Exploración de Palestina (PEF)

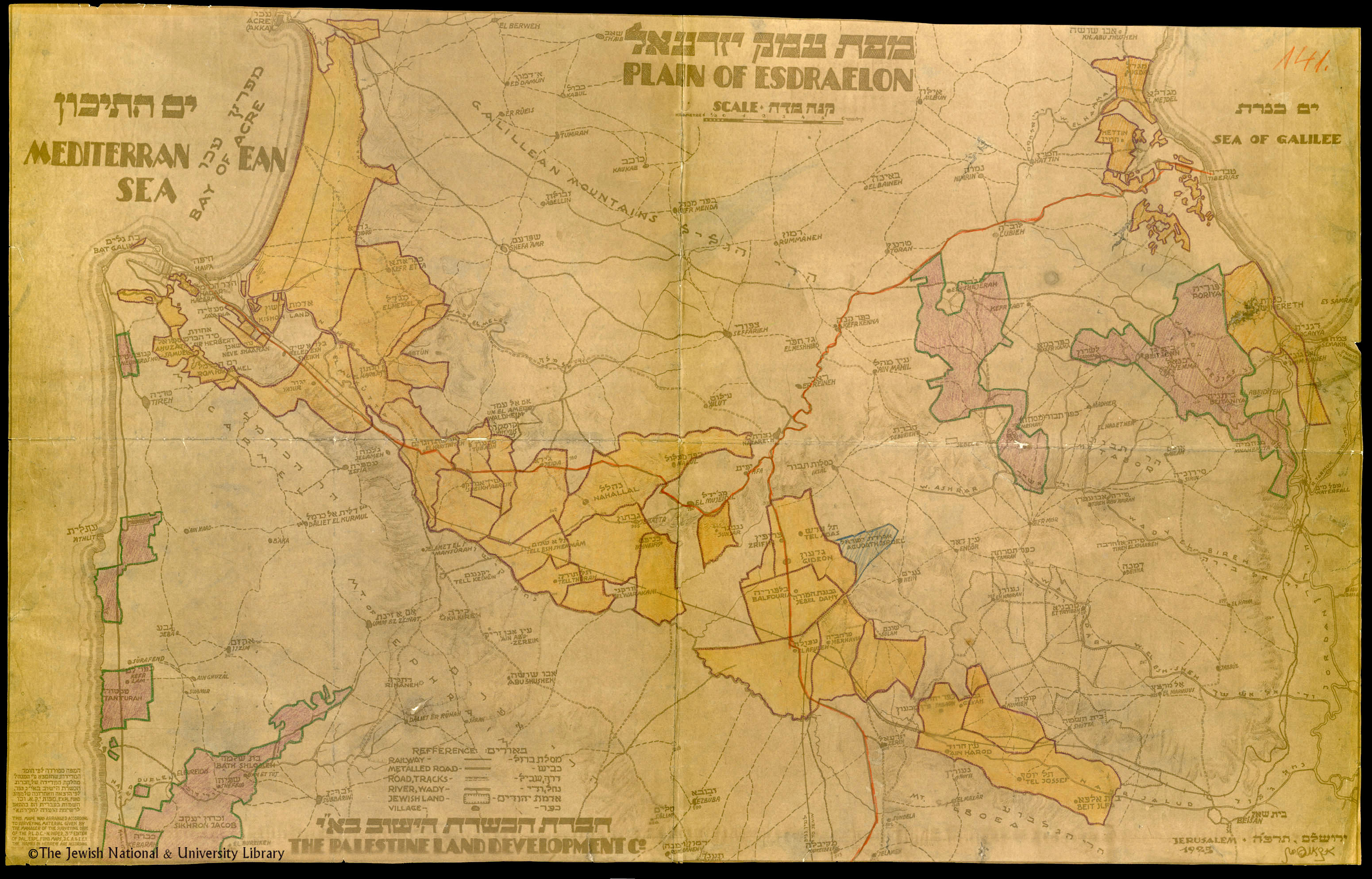
Propiedades de tierras judías en el valle de Jezreel (llanura de Esdrelón) en Palestina en 1925. El significado de los colores no se explica, pero puede indicar qué empresa sionista compró la tierra.

En 1891, Yehoshua Hankin, que había inmigrado a Palestina desde Rusia unos años antes, inició negociaciones para adquirir el valle de Jezreel; Las negociaciones terminaron cuando el gobierno otomano prohibió la inmigración judía.

El 10 de marzo de 1897 Theodor Herzl escribió sobre la familia Sursock en su diario, señalando el inicio de negociaciones con la Asociación de Colonización Judía para la compra de 97 aldeas en Palestina:
La Asociación para la Colonización Judía está negociando actualmente con una familia griega (creo que se llama Soursouk) la compra de 97 aldeas en Palestina. Estos griegos viven en París, han perdido su dinero en el juego y desean vender sus bienes inmuebles (3 % de toda la superficie de Palestina, según Bambus) por 7 millones de francos.
La Organización Sionista consideraba el valle de Jezreel como la zona estratégicamente más atractiva para adquirir, incluso más que la región costera de Palestina. Esto se debe a la oportunidad de practicar la agricultura a gran escala en la zona y a la velocidad con la que se podrían realizar los asentamientos, debido a los grandes terratenientes; por otro lado, en la región costera se podían comprar parcelas de tierra más pequeñas y la tierra era menos fértil. El gobierno otomano hizo varios intentos de limitar la adquisición masiva de tierras y la inmigración, pero estas restricciones no duraron mucho debido a la presión europea bajo los términos de las capitulaciones.

### 1901 Compras de la Asociación para la Colonización Judía
En 1901, la Asociación para la Colonización Judía, que había visto bloqueada la compra de tierras en el Mutasarrifato de Jerusalén, hizo su primera compra importante en el norte de Palestina con la adquisición de 31.500 dunams de tierra de la familia Sursock y sus socios cerca de Tiberíades.

### 1910-1911 Asunto Fula

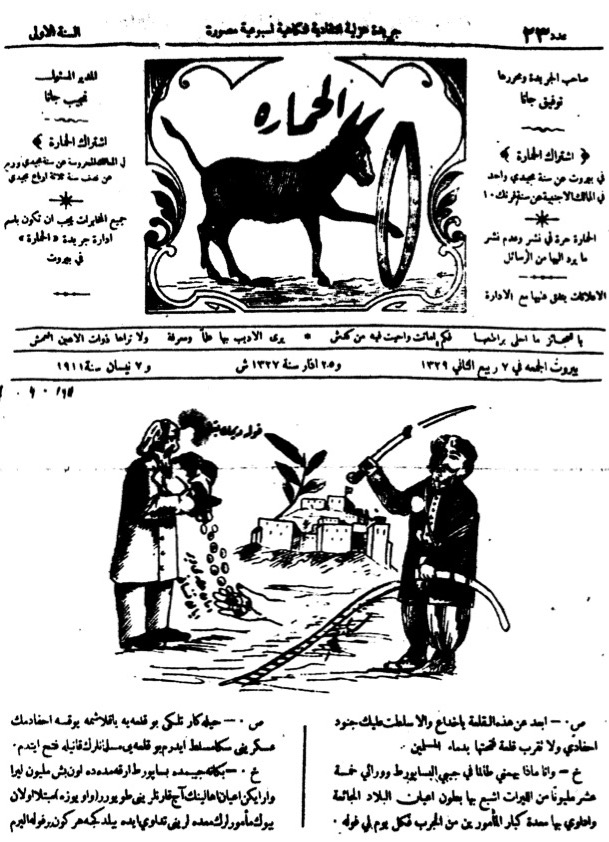
Caricatura de 1911: Saladino (derecha) protestando por la venta de Al Fula por parte de los Sursocks, y Yehoshua Hankin (izquierda) repartiendo dinero. Periódico satírico de Haifa al Himara al Qahira ("El burro testarudo").

Otra de las primeras compras sionistas a los Sursocks se conoció como el "asunto Fula" (a veces denominado erróneamente "asunto Afula", y también llamado a veces "el incidente al-Fula"). En 1910-11, Elias Sursock vendió 10.000 dunams alrededor del pueblo de al-Fula, ubicado al pie de las montañas de Nazaret en Marj Ibn 'Amir, al Fondo Nacional Judío. Los campesinos palestinos se negaron a abandonar la tierra y el qaimaqam (gobernador del distrito) de Nazaret, Shukri al-Asali, luchó para anular la venta y se negó a finalizar la transacción. Los propios aldeanos enviaron una petición al gran visir quejándose del uso opresivo del poder arbitrario (tahakkum). En particular, afirmaron que Ilyas Sursuk y un intermediario habían vendido sus tierras a personas a quienes llamaban "sionistas" e "hijos de la religión de Moisés" (siyonist musevi ), que no eran súbditos otomanos, y que la venta privaría a 1.000 aldeanos de sus medios de vida. En peticiones anteriores relativas a disputas de tierras, a los judíos se les había referido habitualmente como "israelitas" (Isra'iliyyun).
La existencia de un castillo cruzado de la época de Saladino ubicado dentro del territorio se utilizó para aludir a la batalla contra los cruzados al oponerse a la venta de tierras. Los palestinos pronunciaron discursos de oposición en el Parlamento otomano y también se publicaron numerosos artículos periodísticos sobre el tema. Como señala el historiador Rashid Khalidi, "lo importante no era si las ruinas habían sido construidas originalmente por Saladino: era que los lectores de estos periódicos creían que parte del patrimonio de Saladino, salvador de Palestina de los cruzados, estaba siendo vendido (por implicación, a los "nuevos cruzados") sin que el gobierno otomano moviera un dedo".
La actividad política contra la venta se considera "la primera acción concertada contra las crecientes actividades sionistas", y la venta puede considerarse "el acontecimiento más significativo que tuvo lugar en el período anterior al estallido de la Primera Guerra Mundial".

### Compra de 1918
Los otomanos se habían negado a autorizar numerosas ventas, de modo que los Sursocks no pudieron vender tierras importantes a compradores judíos antes de la Primera Guerra Mundial. En 1912, la Compañía Palestina de Desarrollo de Tierras (PLDC) acordó comprar una gran área en el valle de Jezreel a Nagib y Albert Sursock, pero la transacción no se completó debido a la Primera Guerra Mundial. El 18 de diciembre de 1918 se concluyó el acuerdo; cubría 71.356 dunams en el valle de Jezreel, incluido Tel Adashim.

### 1921-1925 y despoblación
Tras el inicio del Mandato Británico, la Ordenanza para la Transferencia de Tierras de 1920 eliminó todas esas restricciones. Entre 1921 y 1925 la familia Sursock vendió sus 80.000 acres (320 km 2 ) de tierra en el Valle de Jezreel a la American Zion Commonwealth (AZC) por aproximadamente tres cuartos de millón de libras. La tierra fue comprada por la organización judía como parte de un esfuerzo por reubicar a los judíos que habitaban la tierra, así como a otros que venían de tierras lejanas. En 1924 se creó la Asociación para la Colonización Judía de Palestina (PICA) para asumir el papel de Asociación para la Colonización Judía; PICA se convirtió en el mayor terrateniente judío de Palestina. Paralelamente, el PLDC actuó como organización de compras para el Fondo Nacional Judío. La alta prioridad otorgada a estas tierras se debe en gran medida a la estrategia seguida por Menachem Ussishkin, a quien se opusieron otros miembros de la junta directiva del FNJ. El resultado de la costosa compra fue que gran parte del capital de la organización quedó inmovilizado durante la década siguiente.
Bajo el Mandato Británico, se reescribieron las leyes agrarias y las autoridades británicas consideraron a los agricultores palestinos de la región como agricultores arrendatarios. Ante la oposición local, las autoridades defendieron el derecho de los Sursocks a vender la tierra y desplazar a la población. Varias aldeas compradas, particularmente las del valle de Jezreel, estaban habitadas por arrendatarios de tierras que fueron desplazados tras la venta. Los compradores exigieron que se reubicara a la población existente y, como resultado, los agricultores arrendatarios árabes palestinos fueron desalojados, y algunos recibieron una compensación que los compradores no estaban obligados a pagar según la nueva ley del Mandato Británico. Aunque legalmente no se les debía ninguna compensación, los inquilinos desalojados (1.746 familias de agricultores árabes compuestas por 8.730 personas en el grupo más grande de compras) fueron compensados con 17 dólares por persona.
A pesar de la venta, algunos antiguos inquilinos se negaron a marcharse, como en Afula.Sin embargo, los nuevos propietarios consideraron inapropiado que estos agricultores permanecieran como arrendatarios en tierras destinadas a los judíos, que se veían impulsados por la ideología del trabajo de la tierra del Yishuv (El Viejo Yishuv se refiere a todos los judíos que vivían en la Tierra de Israel antes de la primera ola de inmigración sionista (aliá) de 1882, y a sus descendientes que mantuvieron la antigua forma de vida no sionista hasta 1948). Hubo que recurrir a la policía británica para expulsar a los que se negaron a irse. Los desposeídos se dirigieron a la costa en busca de nuevos trabajos y la mayoría acabó en barrios marginales, a las afueras de Jaffa y Haifa.
Las Compras de Sursock se convirtieron en un tema central de la Comisión Shaw de 1930. El palestino estadounidense Saleem Raji Farah, hijo de un anterior alcalde de Nazaret, preparó una tabla detallada de las compras de Sursock como prueba para la comisión, que muestra 1.746 familias desplazadas de 240.000 dunams de tierra; la información de esta tabla se muestra a continuación:  
| Localidad                            | Subdistrito | Dunams  | Feddans | Familias | Precio   | Fecha | Vendedor                                         | Localización actual           |
| ------------------------------------ | ----------- | ------- | ------- | -------- | -------- | ----- | ------------------------------------------------ | ----------------------------- |
| Tel-el-Adas                          | Nazareth    | 22,000  | 120     | 150      | £40,000  | 1921  | Heirs of George Lutfalah Sursock                 | Tel Adashim                   |
| Jalud y Tel el Fer                   | Nazareth    | 30,000  | 230     | 280      | £191,000 | 1921  | Najeeb y Albert Sursock                          | Ma'ayan Harod                 |
| Mahloul                              | Nazareth    | 16,000  | 72      | 90       | £47,000  | 1921  | Najeeb y Albert Sursock                          | IDF base (Nahalal está cerca) |
| Sofsafe-Ain-Sheika                   | Nazareth    | 16,000  | 72      | 90       | £47,000  | 1921  | Najeeb y Albert Sursock                          | Kfar HaHoresh                 |
| Ain-Beida & Mokbey                   | Nazareth    | 3,000   | 20      | 25       | £9,000   | 1921  | Najeeb y Albert Sursock                          | Yokneam Moshava               |
| Jinjar                               | Nazareth    | 4,000   | 20      | 25       | £13,000  | 1921  | Najeeb y Albert Sursock                          | Ginegar                       |
| Rob-el-Nasreh                        | Nazareth    | 7,000   | 40      | 50       | £21,000  | 1921  | Najeeb y Albert Sursock                          | Mizra                         |
| ʿAfula                               | Nazareth    | 16,000  | 90      | 130      | £56,000  | 1924  | Herederos de Michel Ibrahim Sursock              | Afula                         |
| Jabata                               | Nazareth    | 11,000  | 72      | 90       | £32,000  | 1925  | Herederos de Kaleels y Jobran Sursock            | Gvat                          |
| Kneifis                              | Nazareth    | 9,000   | 50      | 60       | £26,000  | 1925  | Herederos de Kaleels y Jobran Sursock            | Sarid                         |
| Sulam (two thirds only)              | Nazareth    | 6,000   | 35      | 45       | £40,000  | 1925  | Herederos de Kaleels y Jobran Sursock y partners | Sulam                         |
| Jedro                                | Acre        | 52,000  | 250     | 300      | £15,000  | 1925  | Alfred Sursock                                   | Kiryat Yam                    |
| Kordaneh                             | Acre        | 1,500   | 15      | 20       | £9,000   | 1925  | Alfred Sursock                                   | Tel Afek                      |
| Kefr Etta                            | Acre        | 10,000  | 60      | 75       | £3,000   | 1925  | Alfred Sursock                                   | Kiryat Ata                    |
| Majdal                               | Acre        | 9,000   | 50      | 70       | £27,000  | 1925  | Alfred Sursock                                   | Ramat Yohanan                 |
| Jaida                                | Haifa       | 15,000  | 75      | 110      | £45,000  | 1925  | Herederos de la familia Tueni (Sursocks socios)  | Ramat Yishai                  |
| Tel-el-Shemmam                       | Haifa       | 8,000   | 40      | 50       | £25,000  | 1925  | Herederos de la familia Tueni (Sursocks socios)  | Kfar Yehoshua                 |
| Subtotal (excluyendo los siguientes) |             | 219,500 | 1,239   | 1,570    | 599,000  |       |                                                  |                               |
|                                      |             |         |         |          |          |       |                                                  |                               |
| Hartieh                              | Haifa       | n.a.    | 50      | 60       | n.a.     | 1925  | Alexander Sursock                                | Sha'ar HaAmakim               |
| Sheikh Bureik                        | Haifa       | n.a.    | 40      | 50       | n.a.     | 1925  | Alexander Sursock                                | Parque nacional Beit She'arim |
| Harbaj                               | Haifa       | n.a.    | 70      | 90       | n.a.     | 1925  | Alexander Sursock                                | Kfar Hasidim                  |
| Kiskis y Tabon                       | Haifa       | n.a.    | 30      | 36       | n.a.     | 1925  | Heirs of Matta Farah (socios de los Sursocks)    | Kiryat Tiv'on                 |

Otras aldeas vendidas por los Sursocks incluyeron: 
- Jirbat al-Shuna
- Malhamiyah (se convirtió en Menahemia)[43]

## Asentamientos judíos
Tras la compra de la tierra, los agricultores judíos crearon los primeros asentamientos modernos, fundaron la actual ciudad de Afula y drenaron los pantanos para permitir un mayor desarrollo territorial de áreas que habían sido inhabitables durante siglos. El primer moshav del país, Nahalal, se instaló en este valle el 11 de septiembre de 1921. Moshe Dayan, que creció en Nahalal, mencionó el moshav –junto con otros tres lugares que habían sido parte de la Compra de Sursock– como ejemplos de que "no hay un solo lugar construido en este país que no tuviera una antigua población árabe":
Vinimos a este país que ya estaba poblado por árabes, y estamos estableciendo aquí un estado hebreo, es decir, judío... Se construyeron aldeas judías en lugar de aldeas árabes. Ni siquiera sabes los nombres de los pueblos árabes, y no te culpo, porque estos libros de geografía ya no existen; No sólo no existen los libros [sino que] las aldeas árabes tampoco están ahí. Nahalal surgió en el lugar de Mahalul, Gvat en el lugar de Jibta, Sarid en el lugar de Haneifs y Kfar Yehoshua en el lugar de Tell Shaman. No hay un solo lugar construido en este país que no tuviera una antigua población árabe.